# Временное правительство (Северный Китай)
Временное правительство Китайской республики (кит. 中華民國臨時政府, Zhōnghuá Mínguó Línshí Zhèngfǔ, или яп. Chūka Minkoku Rinji Seifu) — марионеточное прояпонское правительство, созданное японцами на оккупированной ими территории Северного Китая во время Японо-китайской войны. Номинально оно контролировало территории провинций Хэбэй, Шаньдун, Шаньси, Хэнань и Цзянсу. Официально его создание было провозглашено в Пекине 14 декабря 1937 года, возглавил его Ван Кэминь, который в правительстве гоминьдановской Китайской республики был министром финансов. 1 февраля 1938 года «Временным правительством» было поглощено «Антикоммунистическое автономное правительство Восточного Цзи», контролировавшее восточную часть провинции Хэбэй. 30 марта 1940 года «Временное правительство» было слито с «Реформированным правительством Китайской республики» в прояпонское марионеточное правительство Китайской республики.